# بطولة أوروبا للدراجات 2019
بطولة أوروبا للدراجات 2019 (بالإنجليزية: 2019 European Road Championships)‏ هو الموسم 25 من  بطولة أوروبا للدراجات،  بدأ في 7 أغسطس 2019،  وأختتم في 11 أغسطس من العام ذاته.

## السباقات
| 7 أغسطس  | Contre-la-montre relais aux championnats d'Europe de cyclisme sur route 2019 | CC ‏ |                    |                     |                 |
| 8 أغسطس  | سباق الزمن لأقل من 23 سنة للسيدات - بطولة أوروبا للدراجات                    | CC ‏ | هانا لودفيغ        | Maria Novolodskaya ‏ | إيلينا بيروني   |
| 8 أغسطس  | سباق الزمن لنخبة السيدات - بطولة أوروبا للدراجات                             | CC ‏ | Ellen van Dijk     | ليزا كلاين          | لوسيندا براند   |
| 9 أغسطس  | سباق الطريق لأقل من 23 سنة للسيدات - بطولة أوروبا للدراجات                   | CC ‏ | ليتيزيا باتيرنوستر | Marta Lach ‏         | Lonneke Uneken ‏ |
| 10 أغسطس | سباق الطريق لنخبة السيدات - بطولة أوروبا للدراجات                            | CC ‏ | ايمي بيترز         | إيلينا سيتشيني      | ليزا كلاين      |

## وصلات خارجية
- الموقع الرسمي